# ANIPLUS
ANIPLUS（アニプラス、朝鮮語: 애니플러스）は、韓国のアニメ放送局である。

## 概要
2004年9月10日、経済専門チャンネルである「生活経済TV」で開局する。2009年7月、JJMediaWorksから買収してから1か月後の8月に社名を現在の名前でもある「ANIPLUS」に変更し、経済専門からアニメ専門に業種を変更すると共に、同年12月7日に開局する。韓国のアニメ専門チャンネルとしては初めて、日本で放映しているアニメを韓国語に吹き替えせずに、日本語音声のまま韓国語字幕付きで放送しており、また日本での放送とほぼ同時に放送するのが特徴である。ただし、他のアニメ専門チャンネルと同様に、放送法の規制から、韓国や日本以外の海外で制作されたアニメも放送されている。
2023年には、同業他社であるアニマックスコリアの株式を、KC Global Mediaから取得し（2020年に、経営権がソニー・ピクチャーズ テレビジョンからKC Global Mediaに移転している）、傘下に収めることを発表した。
関連事業として、アニメショップの「ANIPLUS SHOP」を経営している他、2013年からはシンガポールをはじめとした東南アジア各国で、日本アニメ専門チャンネル「ANIPLUS ASIA」を放送している。

## 送信状況
IPTV、衛星放送では全てHD画質で送出する。

### IPTV
- 2010年8月9日 - LG U+（ch149）、KT（ch138）[2]。
- 2012年3月6日 - SK Broadband（ch106）[3]。

### 衛星放送
- 2011年1月1日 - Skylife（ch147）[4]。